# Let's Stick Together (Wilbert Harrison)
Let's Stick Together , conosciuta anche come Let's Work Together, è una canzone di genere blues, scritta dal chitarrista statunitense Wilbert Harrison nel 1962 e ripresa come cover dai Canned Heat nell'album Future Blues del 1970 e da Bryan Ferry nell'album omonimo del 1976.

## Versione dei Canned Heat

### Formazione
- Bob Hite – voce
- Alan Wilson – chitarra, voce, armonica a bocca
- Harvey Mandel – chitarra
- Larry Taylor – basso
- Fito de la Parra – batteria

## Versione di Bryan Ferry

### Formazione
- Bryan Ferry - voce, armonica e tastiere
- Chris Spedding - chitarra
- John Wetton - basso
- Paul Thompson - batteria
- Chris Mercer - sassofono tenore
- Mel Collins - sassofono
- Martin Drover - tromba
- Eddie Jobson - violino, sintetizzatore
- Morris Pert - percussioni
- Jacqui Sullivan, Helen Chappell, Paddie McHugh, Doreen Chanter, Vicki Brown, Martha Walker - cori

## Altri artisti
Diversi artisti hanno interpretato Let's Stick Together/Let's Work Together, tra questi Bob Dylan, Dwight Yoakam, The Kentucky Headhunters, Status Quo, George Thorogood con Elvin Bishop, KT Tunstall, Ry Cooder con Buckwheat Zydeco, Jim Keltner, Jim Dickinson e Mike Elizondo. Infine, i Baustelle hanno omaggiato il brano nella loro canzone Eurofestival contenuta nel disco L'amore e la violenza pubblicato nel gennaio del 2017; essa presenta diverse similitudini con Let's Stick Together nella versione di Bryan Ferry, soprattutto nella parte ritmica e nella linea di basso.